# Ткаченко, Владимир Валентинович
Владимир Валентинович Ткаченко (род. 28 июня 1965 года) — советский и украинский пловец, серебряный призёр Олимпиады-1988 в Сеуле.

## Биография
Владимир. Ткаченко родился в Черкассах. В Киеве начал тренироваться у ЗТр СССР Л. Капшученко.
9-кратный чемпион СССР по плаванию:
- 100 м вольным стилем (3) — 1985, 1987, 1990
- эстафета 4×100 м вольным стилем (2) — 1983, 1984
- смешанная эстафета 4х100 (2) — 1987, 1988
- 50 м вольным стилем (1) — 1987
- эстафета 4×50 м вольным стилем (1) — 1988

Участник шести (1983, 1985, 1987, 1989, 1991, 1993) чемпионатов Европы. Дважды становился чемпионом Европы и дважды бронзовым призёром.
Бронзовый призёр чемпионата мира в австралийском Перте в эстафете 4х100.
На Олимпиаде 1988 года в составе сборной СССР завоевал серебро в эстафете. В личном первенстве на дистанции 50 м вольным стилем был шестым.
В 1993 году прекратил карьеру. Но продолжает плавать. Является рекордсменом Украины на дистанции 50 м баттерфляем в возрастной категории 45-49 лет 26,81 50-54года -28,24, а так же является рекордсменом Украина на дистанции 50 в/с 45-49-24,84

## Лучшие результаты
- 50 м вольным стилем — 22.64 (1989);
- 100 м вольным стилем — 49.52 (1988).